# Agonum quadratum
Agonum quadratum är en skalbaggsart som beskrevs av Leconte 1854. Agonum quadratum ingår i släktet Agonum och familjen jordlöpare. Inga underarter finns listade i Catalogue of Life.